# Protestantyzm na Haiti
Protestantyzm na Haiti – według różnych danych wyznawany jest przez 20–30% społeczeństwa i posiada 2-3 miliony wiernych. Największe wyznania stanowią: zielonoświątkowcy (5,1%), baptyści (ok. 5%), adwentyści dnia siódmego (4,3%) i metodyści/uświęceniowcy (ok. 3%).

## Historia
Pierwsi brytyjscy protestanccy misjonarze przybyli na Haiti w 1806 roku. W połowie XIX wieku było niewiele protestanckich misji, a te co były to przede wszystkim baptystów i metodystów. Pierwszym ojcem Kościoła protestanckiego był Thomas Paul, syn uwolnionych niewolników z Exeter, New Hampshire. Przybył do Cap-Haïtien w 1863 r. i założył pierwszy zbór baptystyczny, zjednując sobie poparcie tamtejszej ludności. Kościół anglikański został założony na Haiti w 1861 r. przez grupę 110 afroamerykańskich imigrantów. Finansował budowę wielu szkół – St. Vincent School, przez wiele lat jedyną szkołę dla dzieci specjalnej troski w Haiti. Adwentyści dotarli na wyspę w 1879 r., Zbory Boże Chrześcijan Dnia Siódmego w 1945 r., Kościół Nazareński w 1948 r., Armia Zbawienia w 1950 r., Kościoły zielonoświątkowe w 1962 r., Kościół Mennonitów w 1966 r. Praca pierwszych misjonarzy koncentrowała się wokół terenów miejskich. Z upływem lat zauważyli oni, że katolicyzm jest silnie zakorzeniony w miastach, co znacznie zmniejsza szansę na konwersję. Przenieśli swoje działania na tereny wiejskie, gdzie do dziś odnoszą spore sukcesy. Pojawienie się protestantów na Haiti zintensyfikowało proces prześladowań i konwersji religijnej.

## Statystyki
Największe denominacje w 2010 roku, według Operation World:
| Kościół                                              | Liczba członków | Liczba wiernych | Procent ludności |
| ---------------------------------------------------- | --------------- | --------------- | ---------------- |
| Kościół Adwentystów Dnia Siódmego                    | 325 185         | 439 000         | 4,3%             |
| Kościół Nazareński                                   | 100 000         | 167 000         | 1,64%            |
| Konwencja Baptystyczna                               | 85 000          | 139 500         | 1,37%            |
| Kościół Boży (Cleveland)                             | 70 556          | 127 000         | 1,25%            |
| Kościół Episkopalny                                  | 36 937          | 123 000         | 1,21%            |
| Kościół Ewangeliczno-Baptystyczny Południowego Haiti | 37 954          | 115 000         | 1,13%            |
| Misja Konserwatywnych Baptystów                      | 17 750          | 76 400          | 0,75%            |
| Zbory Boże                                           | 45 000          | 67 500          | 0,66%            |
| Unia Ewangelicznych Baptystów                        | 40 000          | 60 000          | 0,59%            |
| Kościół Bożych Proroctw                              | 29 500          | 59 000          | 0,58%            |
| Kościół Boży w Chrystusie                            | 23 000          | 57 500          | 0,56%            |
| Zjednoczony Kościół Zielonoświątkowy                 | 38 976          | 49 500          | 0,49%            |
| Chrześcijański Kościół Metodystyczno-Episkopalny     | 28 000          | 46 760          | 0,46%            |